# Tubonemertes aureola
Tubonemertes aureola är en djurart som tillhör fylumet slemmaskar, och som beskrevs av Ernest F. Coe 1954. Tubonemertes aureola ingår i släktet Tubonemertes och familjen Dinonemertidae. Inga underarter finns listade i Catalogue of Life.